# Snooker-Saison 2002/03
Die Snooker-Saison 2002/03 war eine Serie von Snooker-Turnieren, die der Main Tour angehören. Im Jahr davor wurden noch 14 Titel ausgespielt, davon blieben noch 12 Veranstaltungen übrig – eine Tendenz, die sich im Jahr darauf fortsetzte. Außer bei den beiden Einladungsturnieren gab es überall auch Punkte für die Weltrangliste zu gewinnen.
Nach 13 Jahren wurde das Thailand Masters nicht mehr ausgetragen; Lokalmatador James Wattana zählte in den letzten Jahren nicht mehr zur Weltspitze, so hatte das Interesse vor Ort nachgelassen. Das zweite asiatische Turnier, die China Open fielen ebenfalls aus dem Turnierkalender (sie sollten später aber wieder zurückkehren). Ebenfalls neu dabei war der kurzlebige Champions Cup. Für das Scottish Masters sollte diese 21. Veranstaltung die letzte sein. Sie bildete nach einer verlängerten Sommerpause am 24. September 2002 den Auftakt der Saison 2002/03, die am 5. Mai 2003 traditionell mit dem Weltmeisterschaftsfinale beendet wurde.

## Saisonergebnisse
Die folgende Tabelle zeigt die Endspielergebnisse der Saison.
| Datum                                | Turnier                           | Austragungsort | Art                   | Sieger            | Finalgegner     | Ergebnis |
| 24. September bis 29. September 2002 | Scottish Masters 2002             | Glasgow        | Einladungsturnier     | Ronnie O’Sullivan | John Higgins    | 9:4      |
| 4. Oktober bis 12. Oktober 2002      | LG Cup 2002                       | Preston        | Weltranglistenturnier | Chris Small       | Alan McManus    | 9:5      |
| 21. Oktober bis 31. Oktober 2002     | Benson & Hedges Championship 2002 | Mansfield      | Einladungsturnier     | Mark Davis        | Mehmet Husnu    | 9:6      |
| November 2002                        | Merseyside Professional 2002      | Liverpool      | Non-ranking-Turnier   | Mark Davis        | Stephen Maguire | 5:2      |
| 9. November bis 17. November 2002    | British Open 2002                 | Telford        | Weltranglistenturnier | Paul Hunter       | Ian McCulloch   | 9:4      |
| 1. Dezember bis 15. Dezember 2002    | UK Championship 2002              | York           | Weltranglistenturnier | Mark Williams     | Ken Doherty     | 10:9     |
| 22. Januar bis 26. Januar 2003       | Welsh Open 2003                   | Cardiff        | Weltranglistenturnier | Stephen Hendry    | Mark Williams   | 9:5      |
| 2. Februar bis 9. Februar 2003       | Masters 2003                      | London         | Einladungsturnier     | Mark Williams     | Stephen Hendry  | 10:4     |
| 11. März bis 16. März 2003           | European Open 2003                | Torquay        | Weltranglistenturnier | Ronnie O’Sullivan | Stephen Hendry  | 9:6      |
| 25. März bis 30. März 2003           | Irish Masters 2003                | Dublin         | Weltranglistenturnier | Ronnie O’Sullivan | John Higgins    | 10:9     |
| 5. April bis 13. April 2003          | Scottish Open 2003                | Edinburgh      | Weltranglistenturnier | David Gray        | Mark Selby      | 9:7      |
| 19. April bis 5. Mai 2003            | Snookerweltmeisterschaft 2003     | Sheffield      | Weltranglistenturnier | Mark Williams     | Ken Doherty     | 18:16    |

## Weltrangliste
Die Snookerweltrangliste wird nur nach jeder vollen Saison aktualisiert und berücksichtigt die Leistung der vergangenen zwei Spielzeiten. Die folgende Tabelle zeigt die 32 bestplatzierten Spieler der Saison 2002/03, sie beruht also auf den Ergebnissen der Spielzeiten 2000/01 und 2001/02. In den Klammern ist jeweils die Position im Vorjahr angegeben.
| Platz 1 – 8 | Platz 1 – 8           | Platz 9 – 16 | Platz 9 – 16      | Platz 17 – 24 | Platz 17 – 24         | Platz 25 – 32 | Platz 25 – 32       |
| ----------- | --------------------- | ------------ | ----------------- | ------------- | --------------------- | ------------- | ------------------- |
| 1           | Ronnie O’Sullivan (2) | 9            | Paul Hunter (9)   | 17            | Anthony Hamilton (19) | 25            | Steve Davis (21)    |
| 2           | Mark Williams (1)     | 10           | Jimmy White (11)  | 18            | John Parrott (22)     | 26            | Anthony Davies (31) |
| 3           | Peter Ebdon (7)       | 11           | Mark King (13)    | 19            | David Gray (30)       | 27            | Marco Fu (17)       |
| 4           | John Higgins (3)      | 12           | Graeme Dott (14)  | 20            | Dominic Dale (20)     | 28            | Tony Drago (29)     |
| 5           | Ken Doherty (4)       | 13           | Joe Perry (27)    | 21            | Dave Harold (15)      | 29            | Chris Small (24)    |
| 6           | Stephen Hendry (5)    | 14           | Quinten Hann (25) | 22            | Drew Henry (18)       | 30            | Nigel Bond (23)     |
| 7           | Stephen Lee (8)       | 15           | Alan McManus (12) | 23            | Fergal O’Brien (16)   | 31            | Ali Carter (61)     |
| 8           | Matthew Stevens (6)   | 16           | Joe Swail (10)    | 24            | Michael Judge (28)    | 32            | James Wattana (32)  |

## Spieler der Profitour 2002/03
Während der Saison 2002/03 konnten 128 Spieler auf der professionellen Main Tour spielen. Darunter waren zunächst die Top 80 der Snookerweltrangliste am Ende der vergangenen Saison. Die übrigen 48 Qualifikanten setzten sich wie folgt zusammen:
Der Engländer Gary Ponting, der als 73. der Weltrangliste für die Saison 2002/03 qualifiziert gewesen wäre, beendete im Sommer 2002 seine Karriere. Seinen Platz auf der Profitour erhielt Nick Pearce.
| Qualifikation über die Ein-Jahres-Rangliste (16 Spieler) - Jason Prince - Jason Ferguson - Tony Jones - Sean Storey - Rory McLeod - Troy Shaw - Martin Dziewialtowski - John Read - Craig Butler - Phaitoon Phonbun - Luke Fisher - Stephen Kershaw - Joe Johnson - Paul Davison - Jeff Cundy - Andrew Norman Qualifikation über die Challenge Tour 2001/02 (Top 8) - Ryan Day - Lee Spick - James Reynolds - Simon Bedford - Jason Weston - Leo Fernandez - Darren Clarke - David Gilbert | Qualifikation über die WSA Open Tour 2001/02 (8 Spieler) - Kwan Poomjang - Justin Astley - Mark Gray - Munraj Pal - Matthew Selt - Colm Gilcreest - Eddie Manning - Jamie Cope Qualifikation über kontinentale Touren - Atthasit Mahitthi (Asian Tour 2001/02 #1) - Manan Chandra (Asian Tour 2001/02 #2) - Stefan Mazrocis (Euro Tour 2001/02 #1) - Mario Wehrmann (Euro Tour 2001/02 #2) - Bob Chaperon (Sieger der Americas Tour 2001/02) - Johl Younger (Sieger der Oceania Tour 2001/02) Sieger der „National Association Play-offs“ - Matthew Farrant - Pang Weiguo - David McLellan - Peter Roscoe Sieger der „National Junior Play-offs“ (15–18 Jahre) - David Donovan - Jimmy Robertson Nominierungen des WPBSA-Vorstands - Hugh Abernethy - Ricky Walden - Jin Long - David John |